# Тагирова, Майя Афзаловна
Майя Афзаловна Тагирова (баш. Майя Афзал ҡыҙы Таһирова; 8 февраля 1931 года — 9 июня 2003 года) — артистка балета, народная артистка Республики Башкортостан (2001). Заслуженная артистка РСФСР (1955).

## Биография
Тагирова Майя Афзаловна родилась 8 февраля 1931 года в г. Уфе Башкирской АССР. Её отец Тагиров Афзал Мухитдинович — известный  башкирский писатель и государственный деятель.
В 1949 году окончила Ленинградское хореографическое училище (педагоги Л. М. Тюнтина, Н. А. Камкова, А. Я. Ваганова).
По окончании училища и до 1972 года Майя Афзаловна работала в Башкирском государственном театре оперы и балета.
В 1975 году окончила театроведческий факультет ГИТИСа имени А. В. Луначарского.
С 1978 по 2000 годы работала педагогом-репетитором Ансамбля народного танца им. Ф. Гаскарова.
С 1994 года работала художественным руководителем Башкирского хореографического училища имени Р. Нуреева.
Принимала участие в гастролях по СССР, Бирме, Германии, Индии, Непалу.
Писала статьи о балете.

## Партии в спектаклях
Зайтунгуль («Журавлиная песнь» Л. Б. Степанова и З. Г. Исмагилова), Одетта-Одиллия («Лебединое озеро» П. И. Чайковского), Жизель («Жизель» А. Адана), Сари («Тропою грома» К. А. Караева), Джульетта («Ромео и Джульетта» С. С. Прокофьева), Гульназира («Гульназира» Н. Г. Сабитова), Галима («Черноликие» Х. Ш. Заимова, А. Г. Чугаева).

## Награды и звания
- Лауреат Всесоюзного конкурса артистов балета (1957)
- Лауреат VI Всемирного Фестиваля молодёжи и студентов (1957)
- Лауреат Всероссийского конкурса артистов эстрады (1963)
- Премия имени Г. Саляма (1969)
- Заслуженная артистка РСФСР (1955)
- Народная артистка Республики Башкортостан (2001).